# Valenti (singolo)
Valenti è un singolo della cantante sudcoreana BoA, pubblicato nel 2002 ed estratto dall'album Valenti. 

## Tracce
1. Valenti – 4:19 (testo: Chinfa Kang – musica: Kazuhiro Hara)
2. Realize (Stay With Me) – 4:17 (testo: BoA, Natsumi Watanabe – musica: BoA)
3. Valenti (English Version) – 4:18 (testo: Emi K. Lynn – musica: Kazuhiro Hara)
4. Valenti (Instrumental) – 4:19